# Ajgehowit
Ajgehowit – wieś w Armenii, w prowincji Tawusz. W 2011 roku liczyła 3091 mieszkańców.